# أسطول الاستطلاع الثاني عشر
يُعتبر أسطول الاستطلاع الثاني عشر جزءًا من القوات الجوية للولايات المتحدة الأمريكية، وهو مخصص لمجموعة الاستطلاع التاسعة والستين في قاعدة غراند فوركس للقوات الجوية في داكوتا الشمالية، بينما يُدار من قاعدة بيل للقوات الجوية في كاليفورنيا.
يعود أصل الأسطول المذكور للأسطول الجوي الثاني عشر التابع للخدمة الجوية في جيش الولايات المتحدة الأمريكية، والمفعّل في الثاني من يونيو عام 1917 في كيلي فيلد التابعة لتكساس. نال سبعة أوسمة في الحرب العالمية الأولى بقيادته الطائرة الفرنسية سلمون 2إيه2 كأسطول مراقبة للفيالق. وأدى مهامًا استطلاعية تكتيكية في فرنسا وشمال أوروبا مجددًا خلال الحرب العالمية الثانية كجزء من القوات الجوية التاسعة، علاوةً على طيرانه بحملات استطلاعية في كل من الحرب الكورية، وحرب الفيتنام، وعملية عاصفة الصحراء، والحرب العالمية على الإرهاب، باعتباره تابعًا للقوات الجوية الأمريكية.
أطلقت أطقم الأسطول الثاني عشر ما يزيد عن 40 طيارة مختلفة منذ بداياته عام 1917، وقاتلت في أكثر من 25 معركة كبيرة، وشغّلت من أكثر من 60 محطة، وتلقت أكثر من 20 وحدة اقتباسية رئاسية (تكريمًا لبطولاتها). وتتابع تاريخها الاستطلاعي في الحاضر، مع تجهزها الحالي بطائرة استطلاع دون طيار تسمى آر كيو-4 غلوبال هوك.

## مهامه
يخطط أسطول الاستطلاع الثاني عشر لمهام استطلاعية ومراقبة للقتال حول العالم من ارتفاع عالٍ وينفذها، بما يتضمن جمع المعلومات الاستخباراتية في وقت السلم، والعمليات غير المتوقعة، والصراعات التقليدية. يقدّم الأسطول، بواسطة طائرة آر كيو-4بي غلوبال هوك المسيّرة عن بعد، استخبارات إشارات واستخبارات تصويرية شبه آنية لاستيفاء متطلبات العمليات التي وضعها رؤساء الأركان المشتركة بدعم من وزير الدفاع والقادة الموحدين.

## تاريخه

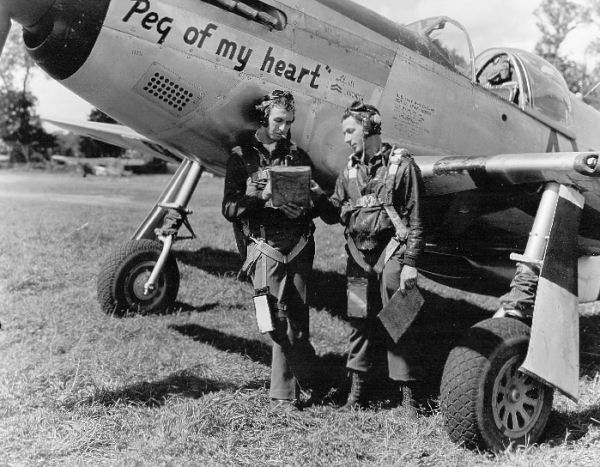
مجموعة الاستطلاع 67، مطار ميمبري في إنجلترا خلال الحرب العالمية الثانية

### الحرب العالمية الأولى
يُعتبر أسطول الاستطلاع الثاني عشر أحد أقدم أساطيل القوات الجوية الأمريكية، وقد انخرط في جميع النزاعات المسلحة التي نشرت الولايات المتحدة الأمريكية قواتها للقتال فيها منذ الحرب العالمية الأولى.
أُسِّس الأسطول المذكور عام 1917، بعد مدة قصيرة من مشاركة أمريكا في الحرب العالمية الأولى، وشُكّل في ما سُمي لاحقًا بمطار كيلي في تيكساس، وتدرب في مطار ولبر رايت يف أوهايو خلال صيف عام 1917 قبل إرساله إلى فرنسا في ديسمبر من العام ذاته.
وبعد فترة من التدريب في فرنسا، أصبح الأسطول أحد أوائل وحدات الاستطلاع الصورية، محلّقًا فوق خنادق الجبهة الغربية، وانتقل باستمرار بمرافقته للفيلق الفرنسي الرابع والفيلق الأمريكي الأول من منطقة لأخرى على الجبهة، ولم يمكث في موقع واحد عادة لأكثر من أسبوع أو اثنين، فالتقط الصور وجمع المعلومات الاستخباراتية.
وبعد هدنة كومبين الأولى مع ألمانيا في نوفمبر لعام 1918، بقي الأسطول في فرنسا، ولاحقًا في ألمانيا، كجزء من الفيلق الرابع مع قوات احتلال راينلاند، ثم عاد للولايات المتحدة الأمريكية في يونيو عام 1919.

### حقبة ما بين الحربين
بعد وصول أسطول الاستطلاع الثاني عشر لمطار ميتشل في نيويورك في يونيو عام 1919، انفصل معظم أعضائه عن القوات الجوية وعادوا للحياة المدنية، بينما بقي كادر صغير منهم في الخدمة. وفي الثامن من أكتوبر، حلق الملازم أليكساندر بيرسن على متن طائرة تابعة للأسطول من نوع إيركو دي إتش-4 من مطار روزفلت في لونغ آيلاند في السباق الأول عبر القارات، والذي كان عبارة عن جولة لمطار كريسي في سان فرانسيسكو في كاليفورينا، فحقق فيه رقمًا قياسيًا بالطيران لمدة 48 ساعة و37 دقيقة و16 ثانية، أو بسرعة وسطية قدرها 111.3 ميلًا في الساعة.
وبعد ربط الأسطول لمدة قصيرة بمطار سكوت في إيلينوي، نُقل من جديد لمطار كيلي، حيث بدأ على الفور بالتحضيرات للخدمة على طول الحدود المكسيكية. بحلول فبراير عام 1920، كان الأسطول قيد الاستقرار في مطار بيغز بالقرب من إل باسو، مجهزًا بطائرات من النوع إيركو دي إتش-4.
وفي فبراير عام 1921، انطلق الملازم ذاته بمحاولة أخرى لتحطيم رقم قياسي، هذه المرة باستكمال رحلة جوية عبر القارات مع توقف لمرتين فقط خلال أقل من 24 ساعة، وكان على الرحلة أن تنطلق من شاطئ بابلو في فلوريدا (بالقرب من جاكسونفيل) لمطار ركويل في سان دييغو، مرورًا بكل من فورت وورث ومطار بيغز. انطلق الملازم بيرسون من دوغلاس لفلوريدا في السابع من فبراير، ولكن أُجبر على الهبوط في الصحراء عندما كُسر العمود المرفقي، وأُجريت الإصلاحات في اليوم التالي في موقع الهبوط، ليحلق بعد ذلك لمطار بيغز في التاسع من الشهر ذاته، مغادرًا في اليوم التالي لمطار كيلي في سان أنطونيو دون أن يصل، وأمضت طائرات من 5 قواعد في تيكساس الأيام الستة التالية بحثًا عنه دون جدوى، وفجأة وصل في 16 فبراير لمحطة خفر حدود ساندرسون على متن حصان، إذ كان قد تمكن من عبور البلاد من موقع تحطم طائرته في المكسيك.
في عام 1934، شارك أسطول الاستطلاع الثاني عشر في مهمة الجيش بإرسال البريد جوًا بعد إلغاء الرئيس فرانكلن روزفيلت لجميع العقود المدنية بحجة تعديل أسعار الخطوط الجوية، فكُلّف طيارو الأسطول بأن يسلكوا مسارًا خطير من مدينة سولت ليك في يوتاه وحتى أوكلاند في كاليفوريا، مرورًا بإلكو في نيفادا، وساكرامينتو في كاليفورنيا.
في صيف عام 1940. كان الأسطول المذكور الأول من نوعه التابع لقسم مسلّح. وفي 2 ديسمبر، تشكلت كتيبة جديدة لإدارة مطار غودمان الحديث الذي كان ما يزال قيد الإنشاء.

### الحرب العالمية الثانية
بعد هجوم ميناء بيرل، غادر الاسطول مطار غودمان في 17 مارس عام 1942 للالتحاق بمجموعة المراقبة السابعة والستين في مطار إسلر في لويزيانا، حيث تلقى تدريبًا مكثفًا في القتال الجوي مع القوات الجوية الثالثة.
وفي يوليو من العام ذاته، أُرسل الأسطول إلى ما وراء البحار وقُسم لنسقين؛ برّي وجوّي. غادر النسق البري مطار إسلر في 12 أغسطس عام 1942 وأبحر لإنكلترا في 28 من الشهر ذاته من حصن ديكس في نيوجرسي على متن آر إم إس كوين إليزابيث، فوصل إلى محطته الجديدة في راف ميمبوري في بيركشاير الواقعة في إنكلترا. بقي النسق الجوي في مطار إسلر حتى 21 سبتمبر، حين غادر بالقطار لحصن ديكس، وأبحر على متن سفينة للقوات الهولندية في 26 من الشهر ذاته، ثم وصل لغوروك في 7 أكتوبر ليلتحق بباقي الأسطول في ميمبوري.

### عمليات من إنكلترا
خضع الأسطول في إنكلترا لبرنامج تدريبي مكثف مع القوات الجوية الملكية، وتلقى بين أكتوبر عام 1942 ويناير 1943 عدة مركبات جديدة وشارك في العديد من المناورات ليصبح منظمة فعالة جيدًا. في 13 نوفمبر، أُعيدت تسمية الأسطول من جديد ليصبح أسطول الاستطلاع التكتيكي الثاني عشر، وبدأ مهامه في 2 يناير عام 1944 عندما انطلق القبطان جيمس ل. روز بعمليته الأولى، التي كنت عبارة عن استطلاع لطقس فرنسا. بعد ذلك، ساعد الأسطول بتصوير قرابة 160 ميلًا (260 كم) من الساحل الفرنسي، وقد ساهمت الخرائط والصور التي قدمها بشكل كبير في نجاح عملية أوفرلورد، التي تضمنت غزو قارة أوروبا.

### غزو ألمانيا
انتقل الأسطول الثاني عشر لمطار فوغلزانغ يورن في ألمانيا في 2 مارس عام 1945، وأُطلقت خلال الشهر ذاته 320 مهمة دعمًا لاختراق الفيلق الثالث لخط سيغفريد، وحينها تلقى الأسطول أمرًا يشدد على حقيقة أنه مخصص للاستطلاع ولا يحبذ اشتباكه مع العدو، ورغم إيقاف القتال في أوروبا بشكل عام في 7 مايو عام 1945، استمر الأسطول بإطلاق حملات تصويرية دعمًا لقوات التحالف في تشيكسلوفاكيا، إذ لم يتوقف القتال حتى العاشر من الشهر ذاته.
حقق أسطول الاستطلاع التكتيكي الثاني عشر إنجازات مبهرة للغاية خلال الحرب العالمية الثانية، إذ أبلغ مؤرخو الوحدة عن طيران 2732 مهمة، وتدمير 26 طائرة للعدو، واحتمالية تدمير 3 أخرى وإلحاق الضرر بعشرة، بينما فقد الأسطول 9 طائرات فقط، وأصبح بعد الحرب جزءًا من القوات الجوية الاحتلالية في أوروبا، وانتقل إلى مطار بولينغ في العاصمة واشنطن في فبراير عام 1946 حيث عُطّل عن العمل في 31 مارس من العام ذاته.